# Eduard Körber
Eduard Josef Körber (19. března 1861 Pula – 20. května 1933 Pula) byl rakousko-uherský admirál. Jako absolvent námořní akademie sloužil u c. k. námořnictva od roku 1879, vystřídal službu na různých lodích a absolvoval několik cest kolem světa. Působil také v námořní administraci na ministerstvu války. V závěru své kariéry byl velitelem přístavu Castelnuovo (1909–1911) a ředitelem Hydrografického úřadu v Pule (1911–1914). V roce 1912 dosáhl hodnosti kontradmirála a těsně před první světovou válkou byl penzionován.

## Životopis

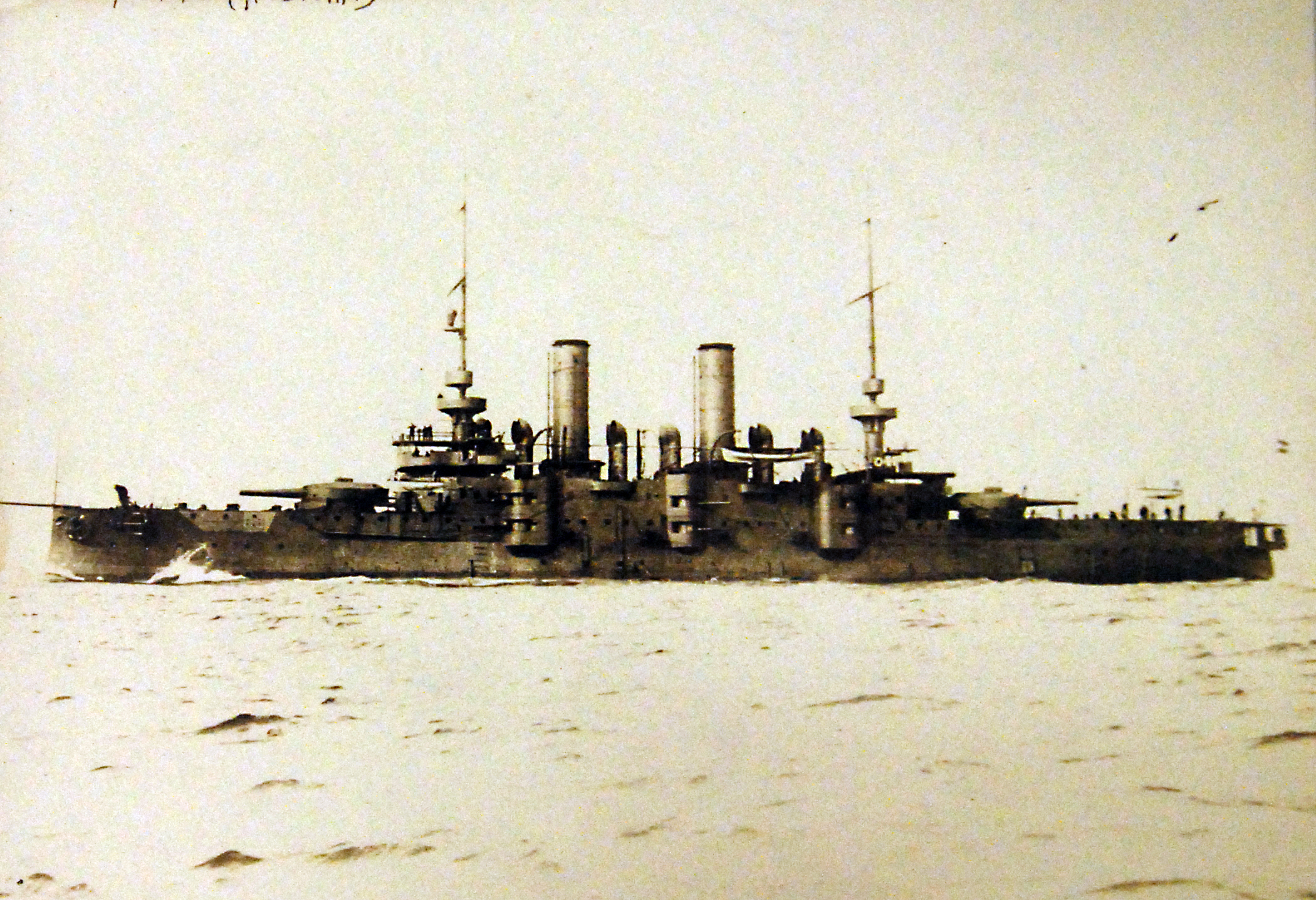
SMS Árpád, vlajková loď Eduarda Körbera v letech 1908–1909

Byl synem námořního technika Eduarda Körbera původem z Jihlavy. Po absolvování reálky v Pule studoval v letech 1875–1879 na C. k. námořní akademii v Rijece a v roce 1879 vstoupil jako kadet k námořnictvu. Na korvetě SMS Saida pod velením kapitána Johanna Pelzela absolvoval v letech 1879–1880 cestu do jižní Ameriky, Karibiku a New Yorku (na palubě lodi mimo jiné cestoval arcivévoda Karel Štěpán). Po návratu vystřídal službu na různých lodích a v letech 1884–1887 sloužil v hodnosti praporčíka u jednotek námořní pěchoty. Uplatnil se také ve výcviku námořních kadetů a jako navigační důstojník na korvetě SMS Aurora absolvoval v letech 1889–1890 plavbu do východní Afriky a Indie.
Po návratu byl v hodnosti poručíka II. třídy (1890) prvním důstojníkem na admirálské jachtě SMS Fantasie a v letech 1891–1895 byl přidělen k prezidiální kanceláři námořní sekce na ministerstvu války ve Vídni. Mezitím byl v roce 1894 povýšen na poručíka I. třídy a znovu na lodi SMS Saida absolvoval v letech 1895–1897 další zaoceánskou plavbu. Poté byl přidělen k Námořnímu technickému výboru, znovu velel jednotkám námořní pěchoty a v letech 1897–1898 byl dělostřeleckým důstojníkem na bitevní lodi SMS Monarch.
V hodnosti korvetního kapitána (1. května 1902) vedl výcvik námořních kadetů na cvičné lodi SMS Custozza a na přelomu let 1902–1903 byl prvním důstojníkem na křižníku SMS Kaiser Franz Joseph I., na jehož palubu se pak vrátil znovu v letech 1904–1905. Jako fregatní kapitán (1. května 1906) byl vyslán na Dálný východ, kde namísto kapitána Höhnela převzal velení křižníku SMS Panther. Od prosince 1906 byl přidělen ke sborovému námořnímu velitelství v Pule a v letech 1908–1909 byl velitelem bitevní lodi SMS Árpád, která patřila k záložní eskadře admirála Friedricha Müllera.
K datu 1. listopadu 1909 byl povýšen do hodnosti kapitána řadové lodi a v letech 1909–1911 byl velitelem námořní základny Castelnuovo (dnes Herceg Novi v Černé Hoře). Nakonec v letech 1911–1914 zastával funkci ředitele Hydrografického úřadu (Hydrographischer Amt) v Pule a dne 1. listopadu 1912 získal hodnost kontradmirála. V dubnu 1914 byl odeslán na dovolenou a k datu 1. května 1914 byl penzionován.
Po odchodu do výslužby se usadil v rodné Pule, kde zemřel 20. května 1933 ve věku 72 a byl zde pohřben na námořním hřbitově.

## Řády a vyznamenání
Během služby u námořnictva se stal nositelem několika ocenění v Rakousku-Uhersku i v zahraničí.

### Rakousko-Uhersko
- Vojenský záslužný kříž (1895)
- Jubilejní pamětní medaile (1898)
- Služební odznak pro důstojníky III. třídy (1904)
- důstojnický kříž Řádu Františka Josefa (1908)
- Vojenský jubilejní kříž (1908)

### Zahraničí
- Řád pruské koruny III. třídy (1899, Německo)